# Đóng vòi thùng bia

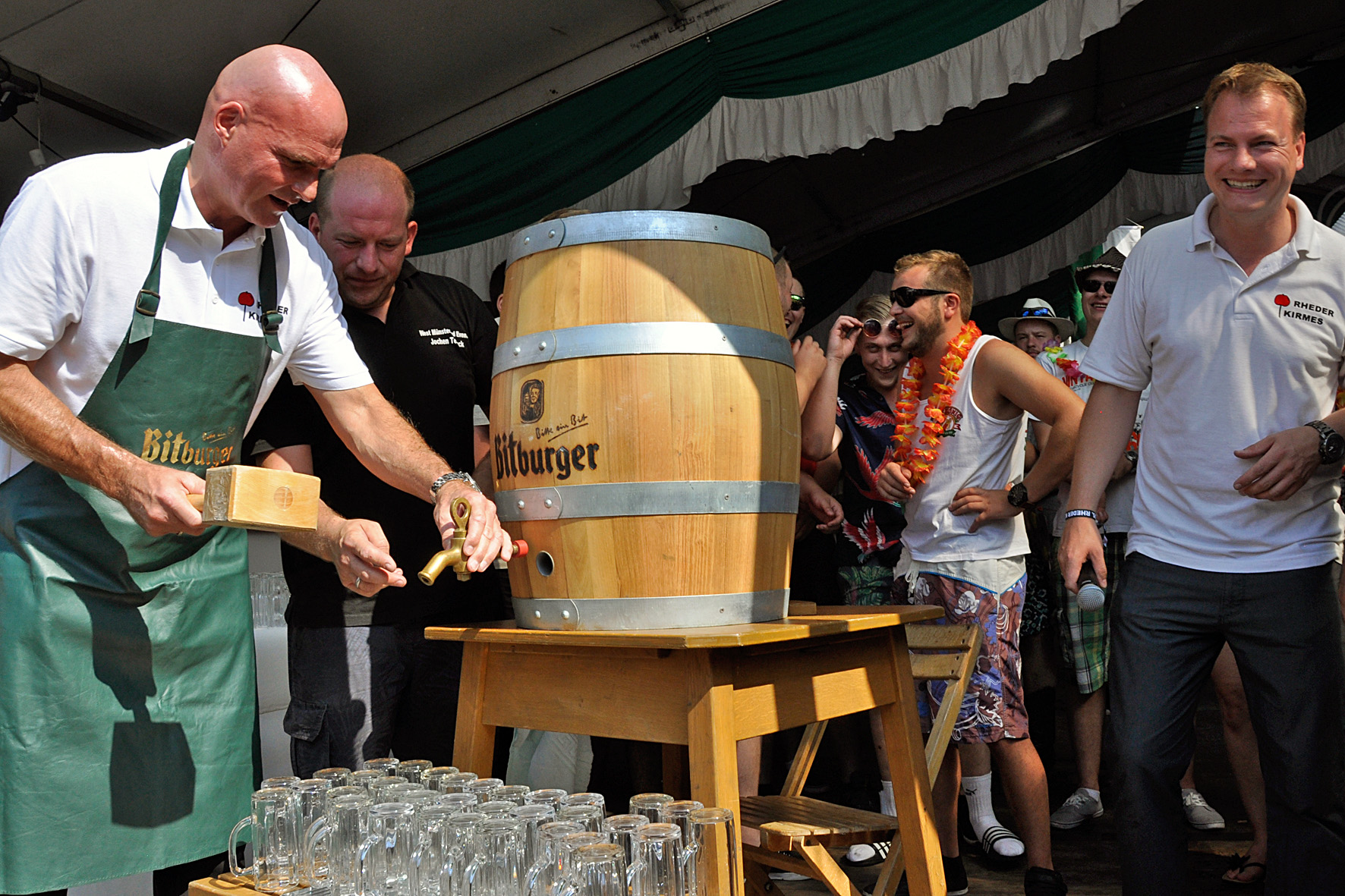
Đóng vòi thùng bia

Đóng vòi thùng bia là việc khui bia bằng cách đóng vòi vào thùng bia.

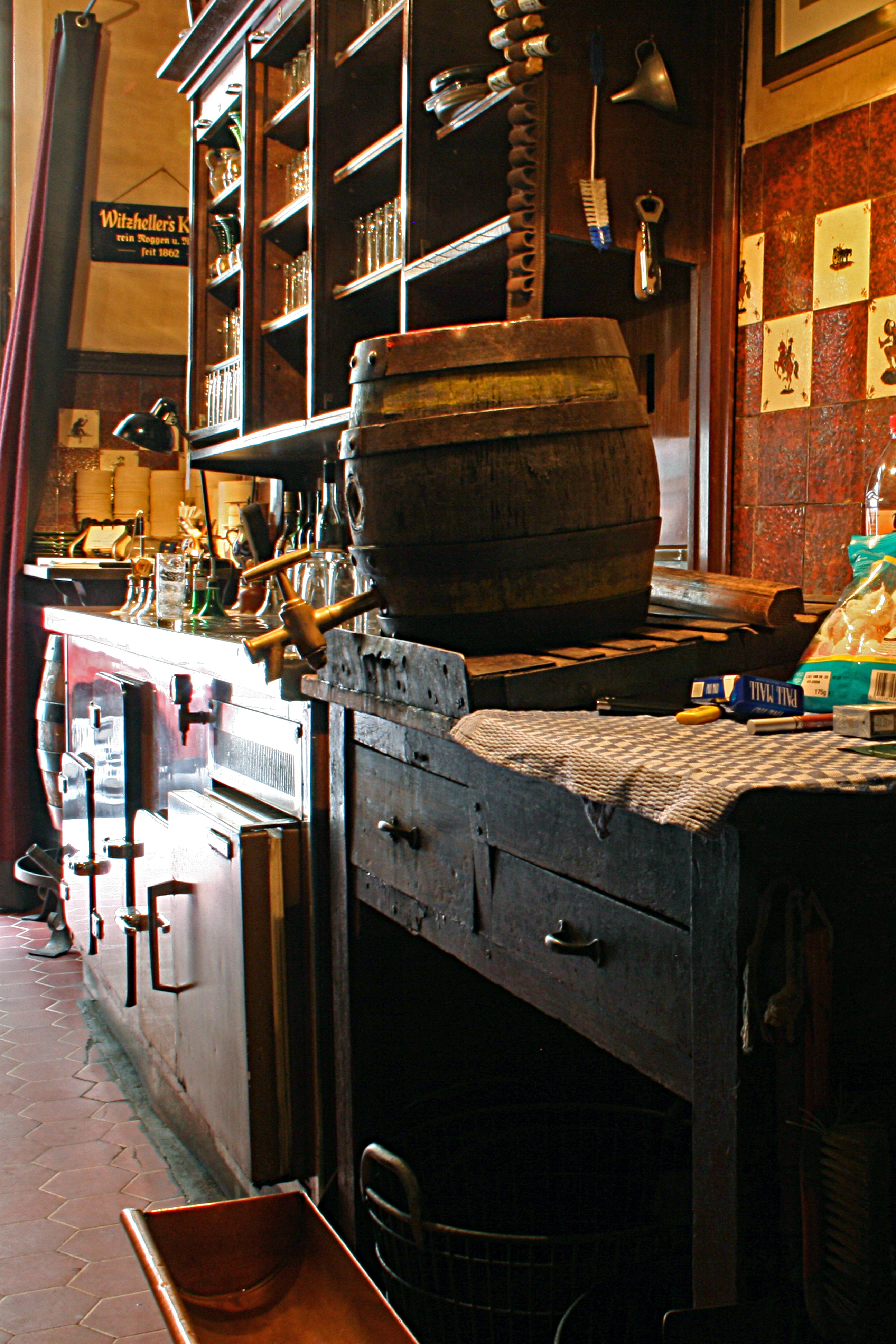
Thùng bia đã được đóng vòi

## Quá trình
Để lấy bia từ một thùng gỗ mà không có gắn vòi sẵn, người ta dùng một cái vồ bằng gỗ đóng một cái vòi bia vào một thùng bia. Cái thùng bia hiện thời bằng nhôm hay bằng nhựa thì đã được gắn vòi sẵn thường được đổ đầy với sự giúp đỡ của một Schlegel, việc khai thác đồ uống là có thể. Một khai thác thùng là cơ bản cần thiết cho thùng mà không có một vòi được xây dựng trong để truy cập vào các nội dung. Nghệ thuật đóng vòi vào thùng là làm sao để thực hiện hành động này mà ít bia bị bắng ra và vòi được lắp vào thùng với số lần đóng ít nhất.

## Giá trị truyền thống
Đóng vòi thùng bia là một buổi lễ phổ biến cho việc khai mạc một lễ hội dân gian. Ở đây, một quan chức cao cấp của thành phố (thường là thị trưởng) đóng vòi vào thùng bia. Nó thường được tường thuật trên truyền hình tại các lễ hội dân gian rất lớn như Münchener Oktoberfest và Cannstatter Wasen.
Việc đóng vòi thùng bia chính thức đầu tiên tại Oktoberfest vào năm 1950 và thị trưởng lúc đó Thomas Wimmer đã phải cần 17 hoặc 19 lần đóng. Sau đó, nó được loan báo to lên: "O’zapft is!" ("Vòi đã được đóng!") để bắt đầu được phép rót bia tại các lều.